# Otto-Werner Mueller
Otto-Werner Mueller (Bensheim, 23 giugno 1926 – Charlotte, 25 febbraio 2016) è stato un direttore d'orchestra e docente tedesco naturalizzato statunitense.
È stato professore di direzione al Curtis Institute of Music di Filadelfia, nonché alla Juilliard School di New York.

## Biografia
Mueller nacque a Bensheim, in Germania. All'età di 13 anni fu selezionato per frequentare il Musisches Gymnasium di Francoforte sul Meno, dove era studente durante la guerra. Dopo la guerra diventò direttore del dipartimento di musica da camera di Radio Stoccarda all'età di 19 anni e faceva parte dello staff del Teatro Heidelberg.
Mueller fondò e diresse un'orchestra per le famiglie dei militari statunitensi di stanza in Germania.
Emigrò in Canada nel 1951 e lavorò come pianista, compositore, arrangiatore e direttore d'orchestra per la Canadian Broadcasting Corporation e presto iniziò a insegnare al Conservatorio di Montreal.
Tra le sue nomine c'erano la Juilliard School di Music di New York, la Yale School of Music di New Haven, nel Connecticut, l'University of Wisconsin–Madison e la Victoria School of Music nella Columbia Britannica. A Yale è stato direttore della Yale Philharmonia dal 1973-1987. Iniziò a insegnare alla facoltà del Curtis Institute of Music nell'autunno del 1986 e fece il suo debutto come direttore d'orchestra a Filadelfia nell'aprile del 1987. Ha prestato servizio nella facoltà del Curtis fino al suo ritiro nel 2013.

## Morte
Mueller morì a Charlotte, Carolina del Nord, il 25 febbraio 2016 all'età di 89 anni. Il suo matrimonio di 56 anni con sua moglie Marga (Margarethe Burchart Mueller) produsse tre figli, Bernie, Michael e Peter. Lascia i suoi figli, la sua seconda moglie Virginia Allen, i suoi nipoti Christina, Peter e Sophie, suo fratello e i suoi figli.

## Ex allievi degni di nota
Alcuni degli studenti più importanti di Mueller sono i direttori d'orchestra:
- Maxim Shostakovich[5]
- Rudolf Barshai[5]
- Miguel Harth-Bedoya[2]
- Alan Gilbert[1]
- Alasdair Neale[3]
- Robert Hart Baker
- Gary S. Fagin
- David Hayes[2]
- Sarah Ioannides[3]
- Paavo Järvi[1]
- Jahja Ling[3]
- André Raphel
- Richard Rosenberg
- Ignat Solzhenitsyn
- Ransom Wilson

Fu anche insegnante nel repertorio dell'opera lirica per il mezzosoprano Huguette Tourangeau ed il soprano Colette Boky.